# Josef Křelina
Josef Křelina (8. prosince1868 Šlikova Ves – 3. listopadu 1935) byl český stavitel.
V akademickém roce 1895/1896 studoval pozemní stavitelství na české technice. Není známo, zda školu dokončil. Stavitelskou zkoušku složil v roce 1897.

## Dílo
- 1907–1908 kaple v obci Matějov[3]
- 1911 Elektrárna a městské lázně, Tyršova ul. čp. 405, Polná [4]
- 1912 Měšťanský dům, č. p. 431, Nádražní ulice 10, Žďár nad Sázavou[5]
- 1913 Houfův statek, též statek Na Bouchalkách. Žďár nad Sázavou, dům čp. 437, Jungmannova ulice 17[6]
- 1924–1925 Nástavba 4. patra na budově Kellnerova paláce, Brno, čp. 611, Moravské náměstí 6[7]

## Galerie

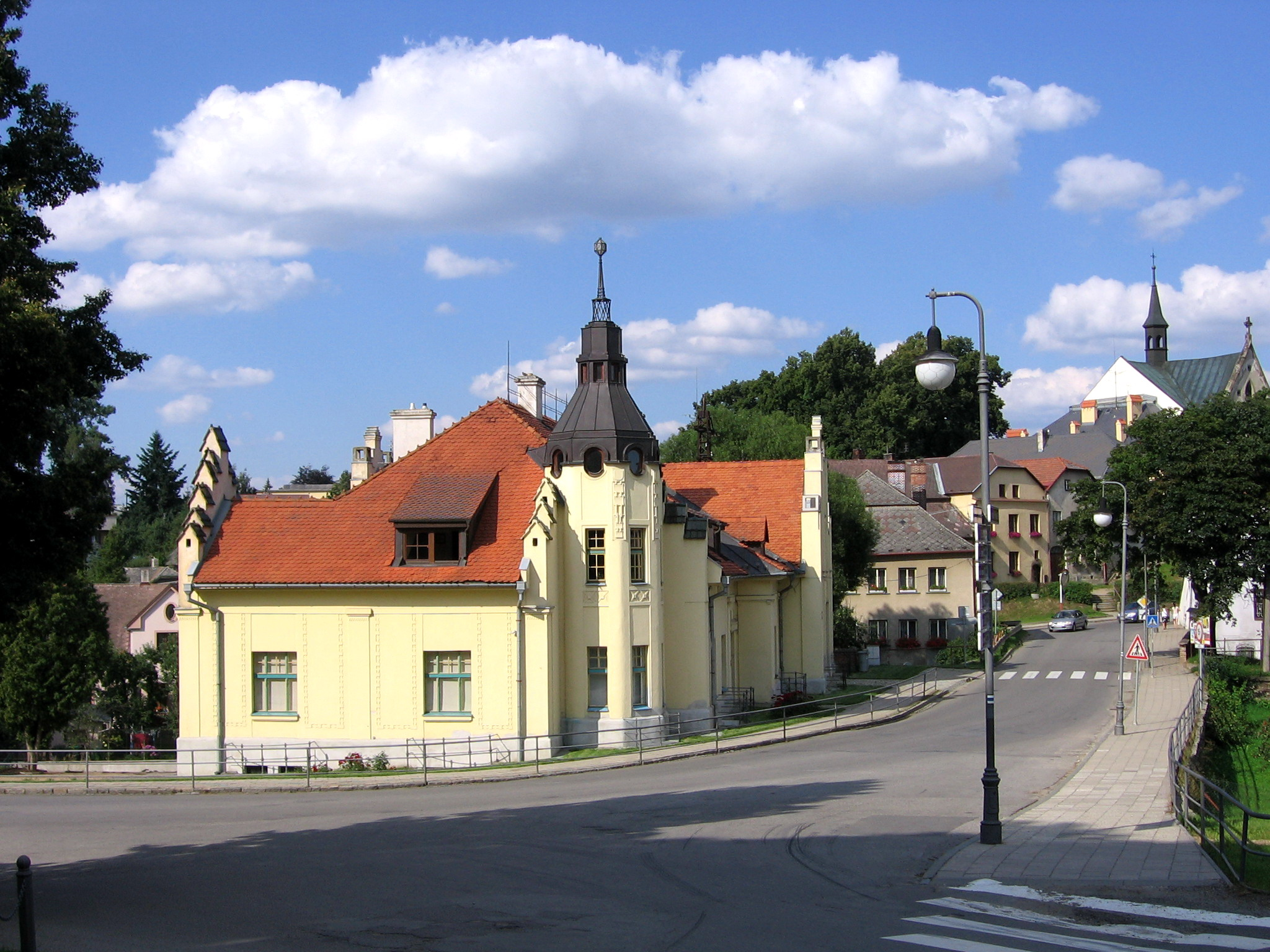
Elektrárna a městské lázně Polná
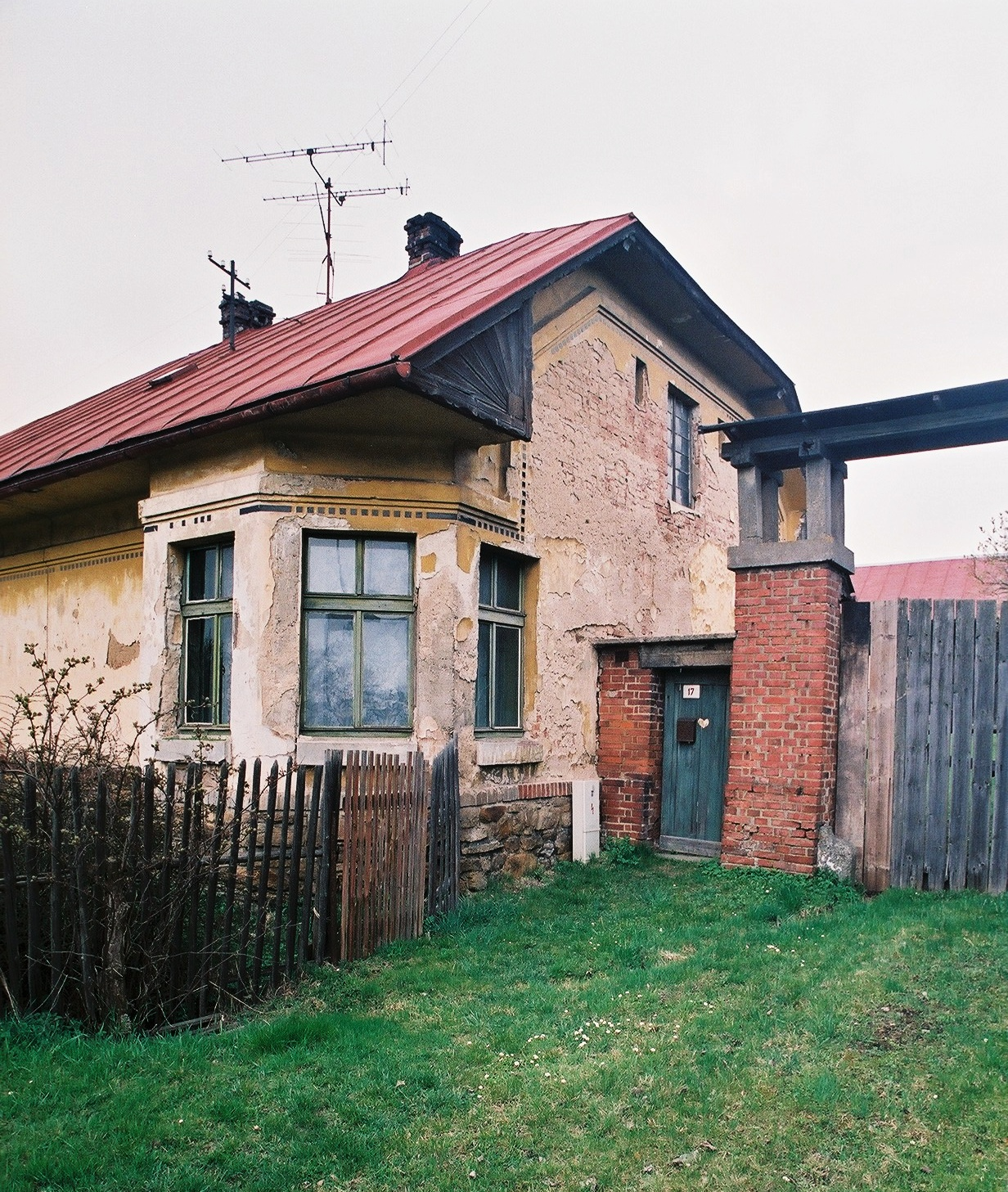
Houfův statek, Žďár nad Sázavou